# Quincena Musical de San Sebastián
De Quincena Musical de San Sebastián (Baskisch: Donostiako Musika Hamabostaldia, Nederlands: Muzikale veertien dagen van San Sebastián) is het oudste festival voor klassieke muziek in Spanje en een van de oudste van Europa. Het festival wordt georganiseerd in de stad San Sebastian in de autonome gemeenschap Baskenland en duurt, in tegenstelling tot wat de naam suggereert, de hele maand augustus en soms ook de eerste dagen van september. Het festival genoot sinds het begin een goede faam, met optredens van gerenommeerde symfonieorkesten, zoals onder andere het London Philharmonic Orchestra, het Berliner Philharmoniker of het orkest van het Scala in Milaan, beroemde muzikanten en balletgezelschappen. Er zijn jaarlijks meer dan 100 optredens op locaties door de hele stad, van grote zalen zoals in het Teatro Victoria Eugenia of het Kursaal, tot kerken en kleinere, intiemere zalen.    

## Geschiedenis
Het festival werd voor het eerst georganiseerd in 1939 door plaatselijke ondernemers in het toerisme en de middenstand, om het culturele aanbod tijdens het toeristenseizoen uit te breiden. Dit lag overigens in lijn met de plaats die klassieke muziek al had in de stad sinds het eind van de 19e en het begin van de 20e eeuw, met de oprichting van een conservatorium, een orkest dat bij het casino hoorde en optredens van grote Europese sterren in het Teatro Victoria Eugenia. De eerste editie van het festival vond plaats in het inmiddels afgebroken Teatro Gran Kursaal, maar al in 1940 verhuisde het festival naar het Teatro Victoria Eugenia. Gedurende de eerste decennia stond vooral het genre opera centraal. 
In de jaren '60 en '70 van de 20e eeuw kende het festival moeilijkere tijden, doordat het toerisme van karakter veranderde. Operas werden niet meer vertoond, maar enkel nog ten gehore gebracht. Dit verval ging door totdat in 1979 de gemeente de teugels in handen nam. Vooral het terugbrengen van opera-opvoeringen in 1987 betekende een keerpunt in de geschiedenis van het festival. Duurde het festival in de begintijd nog twee weken, het is inmiddels doorgegroeit en duurt nu een maand. 